# ロバーツ・コート
ロバーツ・コート（Roberts Court）は、ジョン・ロバーツが首席判事（長官）を務めている2005年以降のアメリカ合衆国最高裁判所を指している。一般にこの前のレンキスト・コートよりも保守的であり、また1940年代から1950年代初頭のヴィンソン・コート以来最も保守的な最高裁と考えられている。これは穏健派のサンドラ・デイ・オコナーとアンソニー・ケネディが引退、リベラル派のルース・ベイダー・ギンズバーグが在任中に死去し、彼らの後任にサミュエル・アリート、ブレット・カバノー、エイミー・コニー・バレットが指名されたことによる。
ギンズバーグ死去とブライヤー引退後、最高裁は思想的に3から4派に分かれているとみられている。ソニア・ソトマイヨールとエレナ・ケイガンとケタンジ・ブラウン・ジャクソンがリベラル派。ロバーツはリベラル派との協力を厭わず、既存の判例を覆すことに消極的な中道保守派、カバノーとバレットは保守的な判決を下しつつ、おおむね行き過ぎを嫌う保守派、アリートとクラレンス・トーマスとニール・ゴーサッチは判例を覆すことを厭わない強固な保守派である。

## 構成員
当初ロバーツは引退を表明していたサンドラ・デイ・オコナーの後任の最高裁陪席判事としてジョージ・W・ブッシュ大統領より指名され、承認を待つ身であった。しかし上院が指名を承認する前にウィリアム・レンキスト首席判事が死去した。ブッシュ大統領はすぐに最初の指名を撤回し、ロバーツを首席判事として再指名した。この2度目のロバーツの指名は2005年9月29日に78対22で上院で承認された。同日承認直後にロバーツはホワイトハウスで空席の間に首席判事代理を務めた上級陪席判事のジョン・ポール・スティーブンスによる憲法上の宣誓を行った。10月3日、ロバーツは2005年任期の最初の口頭弁論の前に1789年司法法によって規定された司法宣誓を行った。ロバーツが首席判事となったことでレンキスト・コートからの陪席判事であるスティーブンス、オコナー、アントニン・スカリア、アンソニー・ケネディ、デイヴィッド・スーター、クラレンス・トーマス、ルース・ベイダー・ギンズバーグ、スティーブン・ブライヤーからなるロバーツ・コートが始まった。
ブッシュ大統領がオコナーの後任として次に指名したハリエット・マイアーズが投票前に辞退すると、ブッシュは3番目にサミュエル・アリートを指名し、2006年1月に承認された。2009年、バラク・オバマ大統領はスーターの後任としてソニア・ソトマイヨールを指名し、承認された。2010年、オバマはスティーブンスの後任としてエレナ・ケイガンを指名し、これも承認された。2016年2月、スカリア陪席判事が亡くなるとオバマはメリック・ガーランドを指名したが上院で審議されること無く第114議会が終了し、2017年1月3日に第115議会が始まったことで失効となった。2017年1月31日、ドナルド・トランプはスカリアの後任として新たにニール・ゴーサッチを指名した。上院民主党はゴーサッチ指名に対し議事妨害を行い、共和党は「核の選択肢」を行使することとなった。その後ゴーサッチは2017年4月に承認された。2018年、トランプはケネディの後任としてブレット・カバノーを指名し、承認された。2020年9月、トランプは亡くなったギンズバーグの後任としてエイミー・コニー・バレットを指名し、同年の総選挙の直前の10月26日に承認された。2022年、ブライヤーはジョー・バイデンへの書簡で引退の意向を明かした。バイデンはブライヤーの後任としてケタンジ・ブラウン・ジャクソンを指名し、上院で承認された。ブライヤーは夏期休暇に入るまで最高裁に留まり、その間にジャクソンは宣誓した。ジャクソンは黒人女性および元連邦公選弁護人としては初の最高裁判事である。

## 大統領と議会
ロバーツ・コート時代の大統領はジョージ・W・ブッシュ、バラク・オバマ、ドナルド・トランプ、現職のジョー・バイデンである。また議会は第109から現行の第117議会である。

## 判例

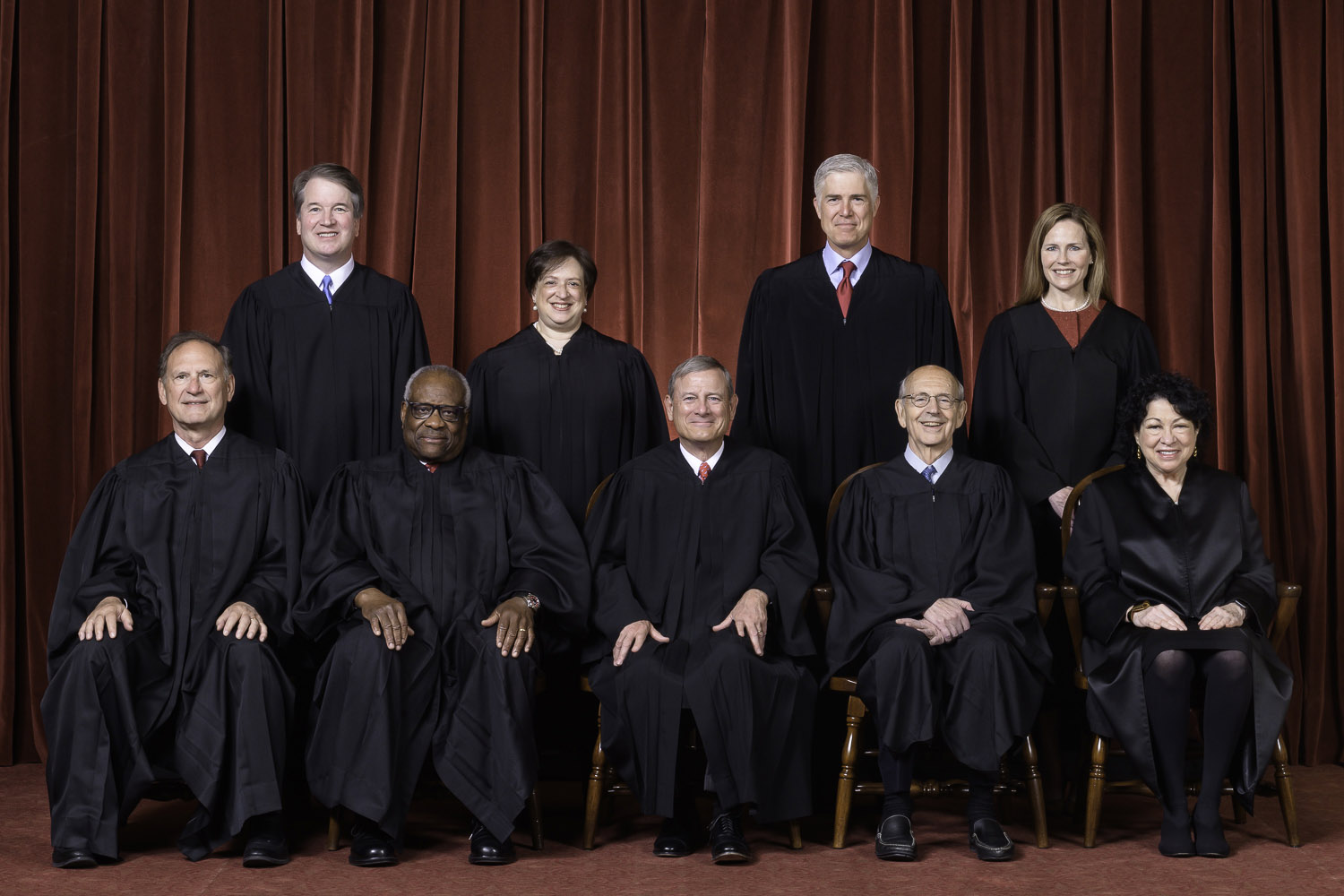
2020年10月から2022年6月までのロバーツ・コートの面々。前列左からサミュエル・アリート、クラレンス・トーマス、ジョン・ロバーツ（首席判事）、スティーブン・ブライヤー、ソニア・ソトマイヨール。後列左からブレット・カバノー、エレナ・ケイガン、ニール・ゴーサッチ、エイミー・コニー・バレット。

ロバーツ・コートは権利章典の組み込み、銃規制、アファーマティブ・アクション、選挙資金規制、妊娠中絶、死刑、同性愛者の権利、不法捜査と押収、量刑についての判決を下している。ロバーツ・コートの主な判例を以下に挙げる:
- マサチューセッツ州対環境保護庁（英語版） (2007) -スティーブンス判事が5対4の多数意見を述べた判例であり、最高裁は大気浄化法下で二酸化炭素を規制（英語版）する環境保護庁の権利を支持した。
- メデリン対テキサス州（英語版） (2008) - ロバーツ首席判事が5対4の多数意見を述べた判例であり、最高裁は条約が国際公約を構成する場合でもアメリカ合衆国議会がそれを実施する法令を制定するか条約が明示的に「自動執行（英語版）」されない限り国内法を縛らないことを示した。
- コロンビア特別区対ヘラー（英語版） (2008) - スカリア判事が5対4の多数意見を述べた判例であり、最高裁は憲法修正第2条が連邦包領（英語版）にも適用され、修正条項は民兵に従事しているかどうかにかかわらず個人が銃器を所持する権利を守ると判断した。マクドナルド対シカゴ裁判（英語版）（2010年）ではアリート判事が5対4の多数意見を述べ、この対象が州にも拡大された。
- アシュクロフト対イクバル（英語版） (2009) - ケネディ判事が5対4の多数意見を述べた判例であり、最高裁は9・11テロ以降にFBIが差別的な活動を行ったとするジョン・アシュクロフト元司法長官らに対する訴訟を却下しないという第2巡回区控訴裁判所（英語版）の判決を覆した。またそれまで反トラスト法のみに適用されていたベル・アトランティック社対トゥオンブリー裁判（英語版）（2006年）で確立された抗弁基準の範囲（英語版）を拡張した。イクバル判例後、棄却件数は大幅に増加した[16]。
- シチズンズ・ユナイテッド対FEC (2010) - ケネディ判事が5対4の多数意見を述べた判例であり、最高裁は企業、組合、非営利団体による政治運動への独立支出を規制する超党派選挙運動改革法（英語版）の規定は憲法修正第1条の言論の自由を侵害すると判断した。
- 全米独立企業連盟対セベリウス（英語版） (2012) - ロバーツ首席判事が5対4の多数意見を述べた判例であり、最高裁は健康保険加入の個人義務を含む患者保護並びに医療費負担適正化法（PPACA）の条項の大半を支持した。同法は議会の課税権（英語版）の一部として支持された。続くキング対バーウェル裁判（英語版）（2015年）でもロバーツ首席判事はPPACAを支持する6対3の多数意見を述べた。3つめの関連事件であるカリフォルニア州対テキサス州裁判（英語版）（2021年）では2017年減税・雇用法で罰金が0ドルに引き下げられたことにより、州も個人もPPACAの個人義務に異議を申し立てる立場にないと判断した。この7対2の判決はブライヤー判事によって書かれた。
- アリゾナ州対アメリカ合衆国（英語版） (2012) - ケネディ判事が5対3の多数意見を述べたこの判例で最高裁は移民に関するアリゾナ州法であるSB 1070（英語版）の一部が移民法及びその執行を規制する連邦政府の権限を違憲に簒奪していると判断された。
- シェルビー郡対ホルダー（英語版） (2013) - ロバーツ首席判事が5対4の多数意見を述べ、最高裁は1965年投票権法第5条の公式範囲を定めた第4条（b）を違憲とした。同法は有権者に対する差別を防止するために特定州や管轄区域が投票法や慣行を変更する前に連邦政府の事前審査を受けることを義務付けている。公式範囲がなくなることにより投票権法第5条は事実上無力化する。
- バーウェル対ホビー・ロビー・ストア（英語版） (2014) - アリート判事が5対4の多数意見を述べたこの判例で最高裁は宗教の自由回復法（英語版）を根拠として非公開会社が避妊薬を負担する義務を免除した。
- ライリー対カリフォルニア州（英語版） (2014) - 9対0の判決であり、逮捕時に携帯電話のデジタルコンテンツを令状なしで捜索・押収することは違憲であるとした。
- オーバーグフェル対ホッジス (2015) - ケネディ判事が5対4の多数意見を述べたこの判決で最高裁は適正な法手続き条項（英語版）と法の平等保護条項（英語版）が共に同性結婚の権利を保証しているとした。
- ホール・ウーマンズ・ヘルス対ヘラーステット（英語版） (2016) - ブライヤー判事が5対3の多数意見を述べたこの判例はテキサス州が中絶クリニック（英語版）に課していた制限を中絶医療へのアクセスに対する「不当な負担（英語版）」であるとして無効とした。
- トランプ対ハワイ州（英語版） (2018) - ロバーツ首席判事はトランプ渡航禁止令（英語版）の差し止めを覆し、その発行を認める5対4の多数意見を述べた。最高裁はまたフランクリン・D・ルーズベルト大統領が第二次世界大戦中に日系アメリカ人を抑留することを合憲としたコレマツ対アメリカ合衆国裁判（1944年）を覆すかのような見解を示した[17]。
- カーペンター対アメリカ合衆国（英語版） (2018) - ロバーツ首席判事が5対4の多数意見を述べたこの判決で最高裁は政府が携帯電話の位置情報を取得することは憲法修正第4条の捜査に該当し、したがって令状が必要であるという見解を示した。
- ジャナス対AFSCME（英語版） (2018) - 最高裁は5対4で非組合員からの公共部門労働組合手数料をとることは憲法修正第1条による言論の自由を侵害するとし、これまでそのような手数料を認めていたアブード対デトロイト教育委員会裁判（英語版）の判決を覆した。
- ティムズ対インディアナ州（英語版） (2019) - 憲法修正第8条の「過度の罰金」を禁じる条項が州政府や地方政府に適用され、民事没収にも影響を与えるという判決が9対0で下された。
- ルチョ対コモン・コーズ（英語版） (2019) - ロバーツ首席判事が5対4の多数意見を述べ、最高裁は党派的ゲリマンダリングの主張は不当な政治的問題を呈しているとした。
- ボストック氏対クレイトン郡（英語版） (2020) - ゴーサッチ判事が6対3の多数意見を述べ、最高裁は1964年公民権法第7編の雇用保護が性自認と性的指向をカバーするために拡張されると判断した。
- エスピノザ対モンタナ州歳入局（英語版） (2020) - ロバーツ首席判事が5対4の多数意見を述べ、最高裁は私立学校に通うために公的資金を提供する州ベースの奨学金制度は憲法の信教の自由条項に基づいて宗教学校を差別することは出来ないと判断した。
- ブノヴィッチ対民主党全国委員会（英語版） (2021) - アリート判事が6対3の多数意見を述べ、アリゾナ州の2つの投票法は1965年投票権法には違反しておらず、また人種差別的主旨でもないと判断した。この判決は実質的には投票権法第2条を制限するものであった。
- アメリカン・フォー・プロスペリティ財団対ボンタ（英語版） (2021) - ロバーツ首席判事が5対4の多数意見を述べ、非営利団体に大口寄付者の身元を州に開示することを義務づけたカリフォルニア州法を破棄し、寄付者に過度の負担を強い、修正第1条の権利を侵害しているという判断を下した。
- ニューヨーク州ライフル&ピストル協会対ブルエン（英語版） (2022) - トーマス判事が6対3の多数意見を述べ、最高裁は携帯許可証の申請者に「適切な理由」の提示を求めるニューヨーク州法を取り消し、この規制は憲法修正第2条に反していると判断した。
- ドブス対ジャクソン女性健康機構 (2022) - 妊娠15週以降の中絶手術を概ね禁止するミシシッピ州法が6対3で支持された。さらにアリート判事は5対4の狭義の判決を述べ、最高裁はロー対ウェイド裁判とプランド・ペアレントフッド対ケイシー裁判（英語版）を覆して憲法が中絶の権利を付与していないと裁定した。
- ケネディ対ブレマートン学区（英語版） (2022) - ゴーサッチ判事が6対3の多数意見を述べ、最高裁は政府が国教条項に従いつつ、個人（今回は公立高校のフットボールコーチ）が私的に宗教的行動をとることを抑制してはならず、そうすることは憲法修正第1条の言論の自由と信教の自由に違反すると判断した。最高裁はレモン対カーツマン裁判の判決と51年間に及ぶ「レモン・テスト」を覆した。

## 関連文献
- Boyer, Cynthia. "The Supreme Court and Politics in the Trump Era." Elon L. Rev. 12 (2020): 215. online
- Chemerinsky, Erwin. "Roberts Court at Age Three, The." Wayne L. Rev. 54 (2008): 947.
- Collins, Ronald KL. "Foreword, Exceptional Freedom—The Roberts Court, the First Amendment, and the New Absolutism." Albany Law Review 76.1 (2013): 409–66. online
- Cross, Frank B., and James W. Pennebaker. "The language of the Roberts court." Michigan State St. L. Rev. (2014): 853. online
- Eidelson, Benjamin. "Reasoned Explanation and Political Accountability in the Roberts Court." Yale LJ 130 (2020): 1748. online
- Franklin, David L. "What kind of business-friendly court? Explaining the Chamber of Commerce's success at the Roberts Court." Santa Clara Law Review 49 (2009). online
- Gottlieb, Stephen E. Unfit for Democracy: The Roberts Court and the Breakdown of American Politics (New York University Press, 2016. xii, 381 pp
- Halbrook, Stephen P. "Taking Heller Seriously: Where Has the Roberts Court Been, and Where Is It Headed, on the Second Amendment." Charleston L. Rev. 13 (2018): 175. online
- Liptak, Adam. "Court under Roberts is most conservative in decades." Sup. Ct. Preview (2012): 48. online
- Mayeux, Sara. "Youth and Punishment at the Roberts Court." U. Pa. J. Const. L. 21 (2018): 543. online

- Mazie, Steven V. American Justice 2015: The Dramatic Tenth Term of the Roberts Court. (University of Pennsylvania Press, 2015).
- Metzger, Gillian E. "The Roberts Court and Administrative Law." The Supreme Court Review 2019.1 (2020): 1–71. online
- Tribe, Laurence, and Joshua Matz. Uncertain Justice: The Roberts Court and the Constitution (Henry Holt, 2014).
- Tushnet, Mark. In the Balance: Law and Politics on the Roberts Court (WW Norton, 2013). 324pp

- Waltman, Jerold. Church and State in the Roberts Court: Christian Conservatism and Social Change in Ten Cases, 2005–2018 (McFarland, 2019).